# Castle Arnold
Castle Arnold är ett slott i Storbritannien.   Det ligger i kommunen Monmouthshire och riksdelen Wales, i den södra delen av landet, 200 km väster om huvudstaden London. Castle Arnold ligger 39 meter över havet.
Terrängen runt Castle Arnold är kuperad västerut, men österut är den platt. Runt Castle Arnold är det ganska tätbefolkat, med 96 invånare per kvadratkilometer. Närmaste större samhälle är Cwmbran, 14,6 km söder om Castle Arnold. Trakten runt Castle Arnold består i huvudsak av gräsmarker.